# Петар Банђејевић
Петар Банђејевић (Воден) је био српски просветни и национални радник.
Рођен је у Водену у Македонији. Студирао је три године историјско-филолошки одсек на Великој школи у Београду. У Цариград је дошао децембра 1893. године и предавао је у Српској гимназији у Цариграду. Написао је грчку граматику. Након завршене школске године јуна 1894. вратио се у Београд да полаже испите на Филозофском факултету, који је завршио 1906. године. Радио је на буђењу националне свести и био учитељ у Водену 1984. године. Због чега је воденски бугарски револуционарни комитет (ВМОРО) планирао његово убиство. Био је наставник Српске гимназије Дом науке у Солуну (1895—1896), учитељ у Водену (1897—1898), Серу (1899), Дојрану (1900—1901), Ђевђелији (1901), Солуну (1903—1906) и Велесу (1907). Био је секретар Митрополије рашко-призренске од 1908. до 1913. године. Оженио се у Солуну 1897. године Вером Секулић.